# Підгородне II
Підгоро́дне II (також 493 км) — пасажирський залізничний зупинний пункт Рівненської дирекції Львівської залізниці.
Розташований на південно-західній околиці села Підгородне, Любомльський район, Волинської області на лінії Ковель — Ягодин між станціями Мацеїв (14 км) та Любомль (9 км).
Станом на лютий 2019 року щодня три пари дизель-потягів прямують за напрямком Ковель-Пасажирський — Ягодин.